# Erik Furuhjelm
Erik Gustaf Furuhjelm, född 6 juli 1883 i Helsingfors, död där 13 juni 1964, var en finländsk tonsättare. Han var bror till Ragnar Furuhjelm.
Efter studentexamen 1901 studerade Furuhjelm under fem år musikteori och komposition vid Helsingfors musikinstitut för Martin Wegelius och därefter i Wien, München och Paris. Från 1909 var han lärare vid Helsingfors konservatorium och från 1920 dess prodirektor. Furuhjelm har komponerat två symfonier med flera orkesterstycken, dessutom kammarmusikverk och solistverk. Han verkade även många år som musikkritiker och utgav 1916 en monografi över Jean Sibelius.
Han tilldelades Tollanderska priset 1917 och Pro Finlandia-medaljen 1956.